# 托毛伊莫诺什托劳
托毛伊莫诺什托劳，是匈牙利亚斯-瑙吉孔-索尔诺克州所辖的一个村，总面积13.76平方公里，总人口686，人口密度49.9人/平方公里（2010年1月1日）。